# Okarche
Okarche – miasto w Stanach Zjednoczonych, w stanie Oklahoma, w hrabstwie Canadian.